# Denis Rodier
Pour les articles homonymes, voir Rodier.
Denis Rodier est un illustrateur, encreur, animateur et auteur de bande dessinée canadien (québécois). Il est publié par des éditeurs américains, canadiens et français.

## Biographie
Denis Rodier est né à Nominingue (Québec) le 24 juin 1963. Il gagne un second prix à la quatrième édition du Concours des jeunes cartoonists organisé par le Salon international de la caricature de Montréal en 1978.
Il fait des études en arts plastiques de 1980 à 1983, au Cégep Lionel-Groulx, à Sainte-Thérèse, puis en graphisme de 1983 à 1985, au Cégep Ahuntsic à Montréal. À la même époque, il commence à publier quelques BD dans le périodique Pop Rock.

### Carrière
Ses études terminées, en 1988, il conclut un premier contrat auprès de la firme DC Comics, où il encre un supplément inséré dans le comic Batman. D'autres contrats viennent dans les deux années qui suivent : Green Lantern Special (no 1), Batman Annual (nos 1, 2 et 13), Secret Origins (no 44), New Gods (no 14), Hawk and Dove (no 10). Il travaille également pour la compagnie First Comics où il encre trois numéros de la série Badger (nos 52-53 et 55).
Lors d’une convention de BD à Montréal, Denis Rodier fait la connaissance de Pierre Fournier. Rodier devient membre de l’ACIBD (Association des Créateurs et des Intervenants de la Bande Dessinée), puis vice-président en 1991. La même année, il participe à l’exposition Écrans d’arrêt et à l’album qui en découle. Il illustre alors un texte de Marika.
En compagnie de Jean-Paul Eid, Martin Dupras, André Rowe, Mario Beaulac, Gabriel Morrissette et plusieurs autres, Denis Rodier participe au magazine pour ados Anormal piloté par Pierre Fournier. Quatre numéros paraissent au cours de 1991 où Rodier illustre diverses chroniques humoristiques.
Toujours en 1991, Denis Rodier fait partie des artistes qui dessinent et encrent l’adaptation BD du film Hook de Steven Spielberg pour la compagnie Marvel Comics. Il conclut également un contrat comme encreur sur The Demon, un titre de DC Comics. En plus d’encrer les crayonnés de Val Semeiks, Rodier réalise à la peinture à l'huile les couvertures du comic book. Il collabore un an à The Demon (nos 1 à 12) jusqu’à ce qu’il soit engagé pour encrer Action Comics. Toutefois, il participe encore à l’occasion à The Demon, soit pour l’encrage (no 27) soit pour la réalisation des couvertures (nos 17, 30, 34, 36, 37).

### Superman
De juillet 1991 (no 667) à septembre 1997 (no 737), Denis Rodier est encreur chez Action Comic. Au cours de cette période, il encre principalement les crayonnés de Bob McLoed, de Jackson Guice et de Tom Grummett. Denis Rodier participe à divers albums (The Death of Superman, 1993 ; World without a Superman, 1993 ; The Return of Superman, 1993 ; The Wedding album, 1996). En 2017, selon la publication de "The Death of Superman: 15 things you forgot (or never knew) dans Comics book ressources, l'auteur Brian Cronin souligne que "The Death of Superman" détient toujours le record de vente de tous les temps dans le monde du comics américain.[réf. nécessaire].
En octobre 1997, la direction de DC Comics assigne Denis Rodier au comic book The Adventures of Superman (nos 551 à 559), où il encre encore une fois les crayonnés de Tom Grummett.

### Autres créations
Tout en travaillant pour DC Comics, Denis Rodier effectue à l’occasion quelques contrats pour d’autres éditeurs américains : Dark Horse (Tales of the Jedi : The Freedon Nadd Uprising, nos 1-3, 1994), Malibu Comics (Eliminator, nos 1-3, 1995), Marvel Comics (Captain America, nos 446, 448-449, 1995-1996), Byron Preiss (The Hitchhiker's Guide to the Galaxy, 1997) et Image Comics (Damned, nos 1-4, 1997). En 1994, il participe à un album hommage à Moebius (Jean Giraud) en compagnie d’une cinquantaine d’autres dessinateurs qui œuvrent dans le comic book : Arzach Made in USA (Éd. Humanoïdes Associés).
À partir de janvier 2000, Denis Rodier participe au magazine d’humour Safarir (no 140). Il illustre tout d’abord divers dossiers d’actualité et des parodies de films (Le bogue de l’an 2000, Les Pokémon, les cartes de la WWF, Ricky Martin au Québec, Mission Impossible, Gladiateur, etc.), puis il reprend, avec divers scripteurs, la chronique Safarir jaune (no 158, juillet 2001) dont certaines bandes sont reprises dans Le Journal de Montréal. Il signe également la couverture du numéro 166 de Safarir.
En compagnie de Rose Beef (Denis Lord) au scénario, il crée, en juin 2003 (no 181), une première série de bandes dessinées pour Safarir : L’Encyclopédie DeKessé. Cette série paraît jusqu’au numéro 200, pour un total de 43 planches et sera éditée sous forme d'album par l'éditeur 400 Coups en 2009. 
Pour le retour du Saf-BD, le supplément BD de Safarir dans le numéro 194, Denis Rodier signe la couverture ainsi que la première planche d’une série très éphémère Les bloopers des pubs de Lobelaw (scénarios de Michel Viau puis de Simon Leblond, couleurs par Sayman Phanekham).
Durant cette période, il illustre les couvertures de la minisérie Revolution on the Planet of the Apes publiée par Mr. Comics.
En 2005, il participe à l’émission Les Invincibles de la Société Radio-Canada en encrant des crayonnés de Dub pour une fausse bande dessinée qu’un des personnages de l’émission est supposé produire.

## Marché européen

### Bande dessinée
Les échanges dématérialisés par internet facilitent le travail de Rodier. En 2008, ses travaux sont diffusés chez les éditeurs européens avec la série Égide, créée avec Fred Weytens pour la maison Delcourt ; la série est froidement accueillie par Le Devoir. Le deuxième et dernier tome est dessiné en collaboration avec Gabriel Morrissette. Rodier dessine ensuite une série pour les Éditions Soleil, L'Ordre des Dragons scénarisé par Jean-Luc Istin ; l'intrigue porte sur l'enquête et le parcours initiatique d'une héroïne dans l'entre-deux-guerres avant de se dérouler ailleurs. L'album fait partie de la collection Secrets du Vatican, « une sélection de thrillers religieux à saveur historique ». Cette trilogie, compilée sous forme d'intégrale en 2012, est suivie d'un deuxième cycle, L'Apogée des Dragons. Ce diptyque, dont le dernier tome paraît en mars 2013 est scénarisé par Éric Corbeyran. 
En 2017, il est le dessinateur de la biographie en bande dessinée Lénine (Glénat, collection Ils ont fait l'Histoire)
scénarisée par Antoine Ozanam, épaulé par l'historienne Marie-Pierre Rey, consacrée à Vladimir Ilitch Oulianov dit Lénine. Puis dans la foulée, en 2018, il illustre l'album Arale sur un scénario de Tristan Roulot, une uchronie où les Bolchéviks ont été vaincus en octobre 1917,. En 2020 est publié le roman graphique La Bombe, racontant en près de 450 pages la mise au point de la première bombe atomique, de 1933 à 1945,,, avec un texte d'Alcante et Laurent-Frédéric Bollée, Denis Rodier étant l'illustrateur. L'ouvrage reçoit un accueil chaleureux de la part des médias spécialisés : il fait notamment partie de la sélection pour le grand prix de la critique 2021 et il remporte plusieurs prix dont le Prix Cases d'Histoire 2020 et le Prix de la critique ACBD de la BD québécoise 2020. Lors de la remise des Prix Atomium en 2021, l'ouvrage gagne le Prix  Cognito de la BD historique.

### Peinture et illustration
Parallèlement à ses travaux pour les comic books américains, les magazines d’humour québécois et les éditeurs européens, Denis Rodier pratique également la peinture et l’illustration. Le livre pour enfants Shoes for Amélie qu’il a illustré pour Connie Culker Steiner a été sélectionné pour de nombreux prix et a remporté le Sydney Taylor Book Award for Notable Children’s Book of Jewish Content, Association of Jewish Librairies (2001) et le McNally Robinson Book for Young People Award (2004). Il a également signé des illustrations pour le magazine Black Gate et en 2000, la couverture de l'album collectif Flirt (Éd. Isabelle Stephen) qui rassemble des illustrations coquines de dessinateurs québécois, européens, africains et américains.

### Projets musicaux
Denis Rodier a réalisé plusieurs pochettes de disques et illustrations pour Garolou, Trey Gunn, Tony Levin, Pat Mastelotto, Mastica, Terry Bozzio, Suzanne Vega. Rodier a enregistré un CD de son groupe Specimen13.

## Publications

### En anglais
- Superman: Panic in the Sky!, DC Comics, 1992
- The Death of Superman, DC Comics, 1993
- World Without a Superman, DC Comics, 1993
- The Return of Superman, DC Comics, 1993
- The Big Book of Urban Legends, Paradox Press – DC Comics, 1993
- Arzach : Made in USA, Humanoïdes Associés, 1994
- Superman: The Death of Clark Kent, DC Comics, 1996
- Superman: The Wedding Album, DC Comics, 1996
- Superman: The Wedding and Beyond, DC Comics, 1996
- The Trial of Superman, DC Comics, 1996
- Superman: Bizzaro's World, DC Comics, 1996
- Captain America : Operation Rebirth, Marvel Comics, 1996
- The Hitchhiker's Guide to the Galaxy, Byron Preiss, 1997
- Superman Transformed, DC Comics, 1998
- Superman forever, DC Comics, 1998
- Superman: They Saved Luthor’s Brain!, DC Comics, 1999
- Superman: The Revenge Squad, DC Comics, 1999
- Damned, Cyberosia Publishing, 2003 (traduction française Kymera, 2005)
- Superman: Daily Planet, DC Comics, 2006
- Star Wars, Tales of the Jedi : The Freedon Nadd Uprising, Dark Horse, 2007
- The Death and Return of Superman Omnibus, DC Comics, 2007

### En français
- Dossier tueurs en série, Éditions Soleil

1. Zodiac Killer[20], scénario de Fabrice David, dessin de David Rodier, Serge Fino, Gabriel  Morrissette et Dan Popescu, 2007  (ISBN 2-84946-776-6)

- Égide, (2 tomes) Éditions Delcourt, 2008
- L'Ordre des Dragons (3 tomes), Éditions Soleil, 2008 et traduction en néerlandais Saga Uitgaven, 2009
- L'Encyclopédie DeKessé[21], scénario de Rose Beef (Denis Lord), Éditions Les 400 coups, 2009  (ISBN 978-2-89540-429-3)
- L'Ordre des Dragons, Éditions Soleil, 2010
- L'Apogée des Dragons, (2 tomes) Éditions Soleil, 2011
- Superman: La mort de Superman (2 tomes), DC Comics, 2013
- Un moment d'impatience ! (participation : dessin et couleurs), ouvrage collectif au profit d'un organisme[22], éditions Les Impatients, 2014  (ISBN 978-2-9813449-6-0)
- Star Wars Légendes t. 6 - La Légende des Jedi - Le sacre de Freedon Nadd, Hachette, 2016
- Lénine[6], avec Antoine Ozanam (scénario), supervisé par Marie-Pierre Rey, Glénat, collection Ils ont fait l'Histoire, 2017  (ISBN 978-2-344-01178-2)
- Arale[8],[9], scénario de Tristan Roulot, Dargaud, 2018  (ISBN 978-2-205-07774-2)
- La Bombe[10],[12], scénario d'Alcante et Laurent-Frédéric Bollée, Glénat, 2020  (ISBN 978-2-344-02063-0)

## Discographie
- Specimen13, Echosystem, auto-édition, 2012

## Prix et distinctions

### Bande dessinée
- Prix BD Carrefour 2020, avec Laurent-Frédéric Bollée et Alcante (scénario) pour La Bombe [23]
- Prix des rédacteurs de Sceneario 2020, avec Laurent-Frédéric Bollée et Alcante pour La Bombe[24]
- BDGest'Art du Meilleur Récit Court Europe 2020, avec Laurent-Frédéric Bollée et Alcante, pour La Bombe[25]
- Prix Cases d'Histoire 2020, avec Laurent-Frédéric Bollée et Alcante, pour La Bombe[16]
- Prix de la critique ACBD de la BD québécoise 2020, avec Laurent-Frédéric Bollée et Alcante, pour La Bombe[17].
- Premier Grand prix « Les Galons de la BD » décerné en avril 2021 par le ministère des Armées, avec Laurent-Frédéric Bollée et Alcante, pour La Bombe[26],[27].
- En décembre 2021, il est ajouté au temple de la renommée de la bande dessinée canadienne par le jury des prix Joe-Shuster[28].